# Cistídio

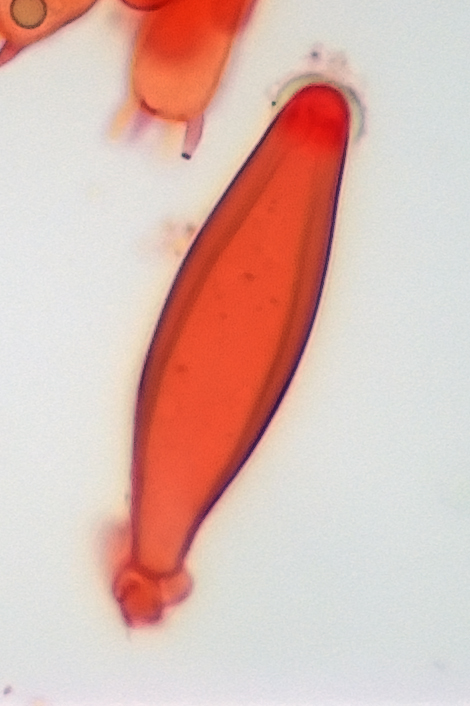
Cistídio de Inocybe corado com Vermelho Congo.

Cistídio é uma célula relativamente grande encontrada no himénio de um fungo basidiomiceto (por exemplo, na superfície da lamela de um cogumelo), muitas vezes entre os agrupamentos de basídios. Os cistídios têm formas muito variadas e distintas. Muitas vezes possuem características que são únicas para uma determinada espécie ou gênero, o que os torna útil na identificação micromorfológica dos basidiomicetos. Em geral, o significado adaptativo dos cistídios ainda não está bem elucidado.

## Classificação

### Pela posição
Os cistídios podem ocorrer na borda de uma lamela (ou alguma estrutura himenoferal análoga) são chamados de queilocistídios; os que estão na face de uma lamela são os pleurocistítidos; na superfície do píleo estão os dermatocistídios ou pileocistídios; na margem do chapéu são os circuncistídios e na estipe os caulocistídios. Os pleuro e queilocistídios são especialmente importantes para a identificação de muitos gêneros. Às vezes, o queilocistídio confere à borda da lamela uma cor distinta que é visível a olho nu ou com uma lente de mão.